# Ohrady
Ohrady, do roku 1948 Kerť na Ostrove (maďarsky Csallóközkürt, do roku 1907 Kürt; německy Kurth nebo Sankt Stephan), je obec v okrese Dunajská Streda na jihozápadě Slovenska. Obec se nachází v centrální části Žítného ostrova, části slovenské Podunajské nížiny. Území obce je rovinaté a je intenzivně zemědělsky využíváno. Na území obce je národní přírodní rezervace Klátovské rameno v Chráněné krajinné oblasti Dunajské Luhy.

## Historie
Místo je poprvé písemně zmíněno v roce 1252 jako Kurth, a to jako dar arpádovského krále Bély IV. prešpurské (tj. bratislavské) kapitule, která zde provozovala lukrativní lov jeseterů. Později obec patřila k panství Svätý Jur. V roce 1720 zde byly dva mlýny a osm daňových poplatníků, v roce 1828 zde bylo 75 domů a 547 obyvatel, kteří se živili rybolovem, zemědělstvím a chovem zvířat. Do roku 1918 bylo území obce součástí Uherska. Na základě první vídeňské arbitráže bylo v letech 1938 až 1945 součástí Maďarska. Při sčítání lidu v roce 2011 žilo v obci 1 168 obyvatel, z toho 1 092 Maďarů, 70 Slováků a jeden Rus. Pět obyvatel informace neposkytlo.

## Pamětihodnosti
- Gotický římskokatolický kostel sv. Štěpána prvomučedníka, který pochází z 15. století a který byl přestavěn v 18. století a rozšířen v roce 1933[3]

## Partnerské obce
- Hejőkürt, Maďarsko
- Kirť, Maďarsko
- Mostová, Slovensko
- Strekov, Slovensko
- Tiszakürt, Maďarsko